# Madhuca microphylla
Espèce
Statut de conservation UICN

 EN B1+2c : En danger
Classification phylogénétique
Madhuca microphylla est une espèce de plantes à fleurs de la famille des Sapotaceae. C'est un arbre originaire du Sri Lanka.

## Répartition
Endémique aux forêts humides du Sri Lanka. Cette espèce n'est connue que sur deux localités.